# Yasuj
Yasuj is een stad in Iran en is de hoofdplaats van de provincie Kohgīlūyeh va Būyer Aḩmad.
Yasuj telde in 2016 bij de volkstelling 134.500 inwoners.
Yasuj is een stad in het Zagrosgebergte in zuidwest Iran. De naam Yasuj wordt ook gebruikt om de regio aan te duiden. De bevolking van Yasuj spreekt het Luri.

## Geschiedenis
De omgeving van Yasuj wordt al sinds de bronstijd bewoond. Vindplaatsen zijn de martelarenheuvels (uit het derde millennium v.Chr.), de Khosraviheuvel uit het Achaemenidische periode, de Gerd-site, de Patavehbrug en de Pay-e Chol begraafplaats. Yasuj is de plaats waar Alexander III de Grote en zijn Macedonische strijders door de Poort van Perzië trokken, en een weg vonden naar het centrum van Perzië (331 v.Chr.).
In het Yasujmuseum worden munten, beelden, aardewerk en bronzen vaten tentoongesteld, die op de archeologische vindplaatsen zijn verzameld. In de 20e eeuw had Yasuj de naam Tal-e Khosrow (Khosrow heuvel).

## Ligging en Klimaat
Yasuj ligt op een hoogte van 1870 meter boven zeeniveau aan de Khersanrivier in een bergachtig gebied aan de zuidkant van de hellingen van de Dena, een subketen van het Zagrosgebergte. De Denaketen heeft een afmeting van circa 80 x 15 km; enkele toppen komen boven de 4000 meter uit. Een deel van de Dena is beschermd gebied.

Yasuj ligt ongeveer 200 km ten zuiden van Isfahan en 40 km ten westen van Dez Gerd of Dezhkord. 

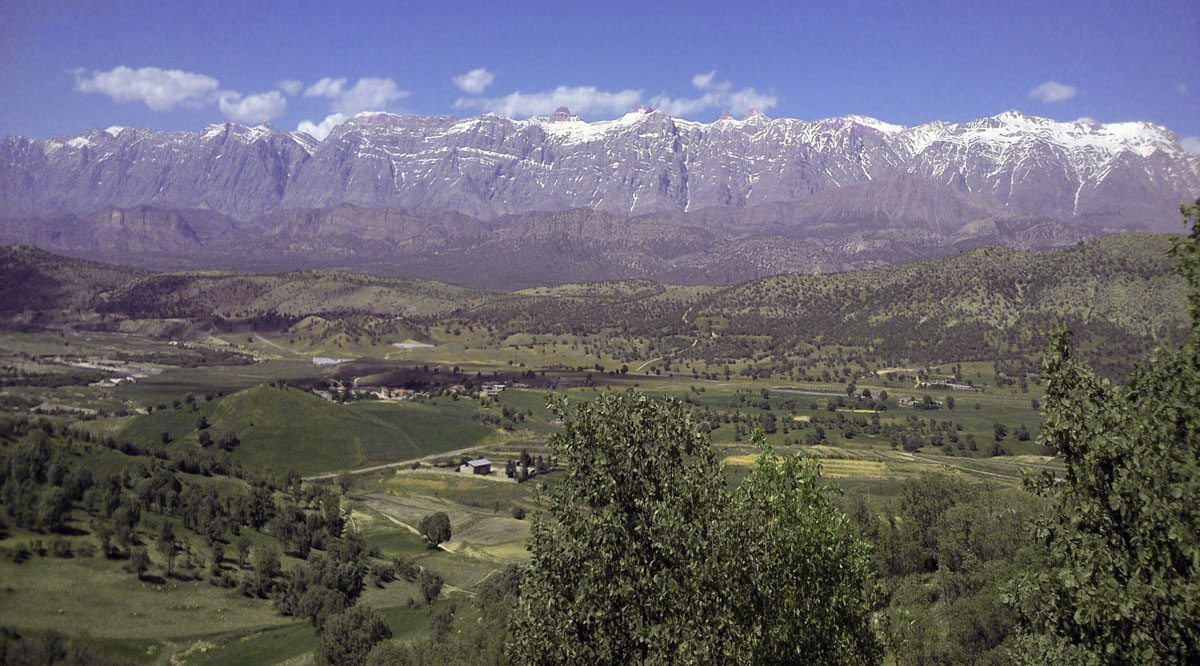
Denaketen vanuit het zuidwesten

Yasuj heeft als geheel West-Iran een mediterraan klimaat met continentale invloeden, code Csa volgens de klimaatclassificatie van Köppen. Door de ligging op de route van regenbrengende winden uit de Perzische Golf is het de natste Iraanse stad ten zuiden van het Elboersgebergte. Er valt 9 keer zoveel regen als in Isfahan en twee keer zoveel als in Kermanshah. Door de hoge neerslag zijn er op de hoogste pieken van het Zagrosgebergte enkele kleine gletsjers aanwezig. De gemiddelde neerslaghoeveelheid bedraagt 860 mm per jaar; van december t/m maart valt 150-200 mm per maand, van juni t/m september valt zeer weinig regen. In de winter valt er geregeld sneeuw, die met name op de omliggende hellingen langere tijd kan blijven liggen
De maximumtemperatuur overdag bedraagt in de zomer 32 tot 35°C; in de wintermaanden is dat 8 tot 12°C. Door de hoge ligging van Yasuj zijn de temperaturen getemperd, het minimum in januari bedraagt gemiddeld -2°C. In de winter kan het soms streng vriezen. Het aantal zon-uren bedraagt bijna 3200 per jaar en varieert van 184 gemiddeld in januari tot 358 in juni.

## Economie
De plaatselijke economie is gebaseerd op de volgende activiteiten:
- een suikerfabriek
- een kolengestookte energiecentrale
- mandenmaken
- productie van tapijten
- productie van bakstenen en (sier)tegels
- productie van veevoer

## Onderwijs
Yasuj beschikt over een universiteit en over een medische universiteit.